# إسكلابور
إسكلابور أمير بابل ووالد كل من بالاميديس وسفير وسيغواريديس في أسطورة الملك آرثر. أثناء زيارته لروما ينقذ حياة الإمبراطور الروماني ثم يذهب إلى لوغريس حيث على الفور ينقذ حياة الملك بيلينور. في نهاية المطاف يتقاعد إلى كاميلوت.